# Maria Ballesté i Huguet
Maria Ballesté i Huguet (Sabadell, 12 de desembre de 1947) és una exnedadora catalana, especialitzada en les proves de papallona i crol.
Membre del Club Natació Sabadell, guanyà cinquanta-quatre campionats de Catalunya entre 1962 i 1968. Destacà els títols aconseguits en 100 m lliures, 400 m lliures, 100 m papallona i relleus 4x100 m lliures i estils. En l'àmbit estatal, es proclamà campiona d'Espanya en cinquanta ocasions en les proves d'estil lliure, papallona i relleus. També assolí dinou plusmarques nacionals. Internacional amb la selecció espanyola, participà als Jocs Olímpics de Tòquio 1964, als Campionats d'Europa de 1962 i 1966 i als Jocs Mediterranis de 1967. Entre d'altres reconeixements, fou premiada com a millor esportista espanyola de l'any de Mundo Deportivo el 1963, les medalles d'or de la Federació Catalana de Natació i de la Federació Espanyola de Natació i la medalla d'argent mèrit esportiu del Consell Superior d’Esports.

## Palmarès
- 30 campionats de Catalunya de natació

- 4 en 100 m lliures: 1963, 1964, 1965, 1967
- 2 en 200 m lliures : 1967, 1968
- 6 en 400 m lliures: 1962, 1963, 1965, 1966, 1967, 1968
- 2 en 800 m lliures: 1967, 1968
- 4 en 100 m papallona: 1963, 1964, 1965, 1966
- 7 en 4x100 m lliures: 1962, 1963, 1964, 1965, 1966, 1967, 1968
- 6 en 4x100 m estils: 1962, 1963, 1964, 1965, 1966, 1967

- 24 campionats de Catalunya d'hivern de natació

- 4 en 100 m lliures: 1964, 1965, 1966, 1967
- 1 en 200 m lliures: 1963
- 6 en 400 m lliures: 1962, 1963, 1964, 1965, 1967, 1968
- 3 en 100 m papallona: 1963, 1964, 1965
- 5 en 4x100 m estils: 1964, 1965, 1966, 1967, 1968
- 5 en 4x100 m lliures: 1964, 1965, 1966, 1967, 1968

- 50 campionats d'Espanya de natació